# EHF European Cup 2025-2026 (maschile)
L'EHF European Cup 2025-2026 è la 29ª edizione della EHF European Cup, la terza coppa per club più importante d'Europa, organizzata dall'European Handball Federation (EHF).

## Squadre partecipanti
La manifestazione vede al via 73 squadre, una in meno della scorsa edizione. Sono state escluse dalla partecipazione le squadre russe e bielorusse.
| Round 2              | Round 2                        | Round 2                                 | Round 2                  | Round 2 | Round 2 |
| -------------------- | ------------------------------ | --------------------------------------- | ------------------------ | ------- | ------- |
| HC Fivers            | Förthof UHK Krems              | Sparkasse Schwaz Handball Tirol         | HC Baki                  |         |         |
| Kur HC               | Sezoens Achilles Bocholt       | RK Izviđač                              | RK Konjuh                |         |         |
| RK Leotar            | Sabbianco Anorthosis Famagusta | A.C. European University Cyprus         | HK FCC Město Lovosice    |         |         |
| HC Dukla Praga       | SKKP Handball Brno             | Põlva Serviti                           | Viljandi HC              |         |         |
| H71                  | St.Í.F                         | BK-46                                   | Bianco Monte Drama 1986  |         |         |
| Olympiacos SFP       | Diomidis Argous                | Oxford University HC                    | Haukar Hafnarfjördur     |         |         |
| Maccabi Tel Aviv     | Holon Yuvalim HC               | Teamnetwork Albatro Siracusa            | Handball Cassano Magnago |         |         |
| Pallamano Conversano | KH Kastrioti                   | KH Rahoveci                             | ZRHK TENAX Dobele        |         |         |
| HC Dragūnas Klaipėda | VHC Šviesa                     | Red Boys Differdange                    | HC Berchem               |         |         |
| RK Lovćen Cetinje    | RK Budvanska Rivijera          | HV Kras/Volendam                        | GRK Tikveš 2014          |         |         |
| GRK Ohrid            | Runar Sandefjord Elite         | Naerbø IL                               | ACS HC Buzău 2012        |         |         |
| RK Vojvodina         | Metaloplastika Elixir Šabac    | RK Dinamo Pančevo                       | MŠK Považská Bystrica    |         |         |
| RK Trimo Trebnje     | Celje Pivovarna Laško          | HSC Suhr Aarau                          | Nilüfer BSK              |         |         |
| Beşiktaş             | Motor                          | Perdente qualificazione European League |                          |         |         |
| Round 1              |                                |                                         |                          |         |         |
| roomz JAGS Vöslau    | RK Vogošca                     | MRK Sloga Doboj                         | Parnassos Strovolou      |         |         |
| Raasiku/Mistra       | PAOK                           | ESN Vrilission                          | Raimond Sassari          |         |         |
| KH Besa Famgas       | Granitas-Karys                 | Handball Esch                           | HB Dudelange             |         |         |
| HC Butel Skopje      | CSM Constanța                  | Spor Toto SK                            | Beykoz BLD SK            |         |         |
| Depsaş Enerji AS SK  | Balatonfüredi KSE              |                                         |                          |         |         |

## Round 1
Il sorteggio per il turno di qualificazioni si è tenuto il 15 luglio a Vienna.
| Squadra 1      | Totale | Squadra 2           | Andata | Ritorno |
| -------------- | ------ | ------------------- | ------ | ------- |
| Besa Famgas    | –      | Depsaş Enerji       | –      | –       |
| Vrilission     | –      | PAOK                | –      | –       |
| Dudelange      | –      | Butel Skopje        | –      | –       |
| Raasiku/Mistra | –      | roomz JAGS Vöslau   | –      | –       |
| CSM Constanța  | –      | Parnassos Strovolou | –      | –       |
| Beykoz BLD     | –      | Balatonfüredi       | –      | –       |
| Spor Toto      | –      | Raimond Sassari     | –      | –       |
| Esch           | –      | Vogošca             | –      | –       |
| Sloga Doboj    | –      | Granitas-Karys      | –      | –       |

## Round 2
Il sorteggio per il turno di qualificazioni si è tenuto il 15 luglio a Vienna.
| Squadra 1                       | Totale | Squadra 2                      | Andata | Ritorno |
| ------------------------------- | ------ | ------------------------------ | ------ | ------- |
| Dinamo Pančevo                  | –      | perdente EL ql                 | –      | –       |
| St.Í.F                          | –      | Vojvodina                      | –      | –       |
| Rahoveci                        | –      | Vincente gara 3 primo turno    | –      | –       |
| Viljandi                        | –      | Runar Sandefjord               | –      | –       |
| Beşiktaş                        | –      | Tikveš                         | –      | –       |
| Diomidis Argous                 | –      | Budvanska Rivijera             | –      | –       |
| Vincente gara 8 primo turno     | –      | BK-46                          | –      | –       |
| Red Boys Differdange            | –      | Kastrioti                      | –      | –       |
| Baki                            | –      | Ohrid                          | –      | –       |
| Vincente gara 7 primo turno     | –      | Považská Bystrica              | –      | –       |
| Lovćen Cetinje                  | –      | Bianco Monte Drama 1986        | –      | –       |
| MOL Tatabánya                   | –      | Naerbø                         | –      | –       |
| Šviesa                          | –      | Motor                          | –      | –       |
| FH                              | –      | Nilüfer                        | –      | –       |
| Konjuh                          | –      | H71                            | –      | –       |
| Vincente gara 2 primo turno     | –      | Holon Yuvalim                  | –      | –       |
| Vincente gara 4 primo turno     | –      | Trimo Trebnje                  | –      | –       |
| KRAS/Volendam                   | –      | Cassano Magnago                | –      | –       |
| Sezoens Achilles Bocholt        | –      | Celje Pivovarna Laško          | –      | –       |
| Förthof Krems                   | –      | Fivers                         | –      | –       |
| Izviđač                         | –      | Vincente gara 1 primo turno    | –      | –       |
| Metaloplastika Elixir Šabac     | –      | Suhr Aarau                     | –      | –       |
| Vincente gara 9 primo turno     | –      | TENAX Dobele                   | –      | –       |
| Sparkasse Schwaz Tirol          | –      | Dragūnas Klaipėda              | –      | –       |
| Berchem                         | –      | Oxford                         | –      | –       |
| Vincente gara 6 primo turno     | –      | Kur                            | –      | –       |
| Conversano                      | –      | Brno                           | –      | –       |
| Buzău                           | –      | Leotar                         | –      | –       |
| A.C. European University Cyprus | –      | Põlva Serviti                  | –      | –       |
| Maccabi Tel Aviv                | –      | Sabbianco Anorthosis Famagusta | –      | –       |
| Teamnetwork Albatro Siracusa    | –      | Olympiacos                     | –      | –       |
| Vincente gara 9 primo turno     | –      | Dukla Praga                    | –      | –       |